# 1921 Pala
Pala (asteroide 1921) é um asteroide da cintura principal, a 1,984843 UA. Possui uma excentricidade de 0,3951662 e um período orbital de 2 171,33 dias (5,95 anos).
Pala tem uma velocidade orbital média de 16,44173668 km/s e uma inclinação de 19,29972º.
Esse asteroide foi descoberto em 20 de Setembro de 1973 por Tom Gehrels.